# Jean Vilain
Jean Vilain (Poitiers, 3 agosto 1836 – Camarón de Tejeda, 30 aprile 1863) è stato un militare francese è un ufficiale della legione straniera francese che si è distinto per atti eroici durante l'intervento francese in Messico e morto durante la battaglia di Camerone.

## Biografia
Figlio di Jean Vilain, luogotenente a Poitiers, cavaliere delle Legione d'Onore e di Caterina Lucie Colonnier sua sposa, nacque il 3 agosto 1836 a Bajon.
Arruolatosi nella legione straniera a 18 anni, ex alunno del Prytanée de La Flèche e cavaliere della Legione d'Onore dalla battaglia di Magenta, è sotto tenente da quattro mesi, quando il primo reggimento straniero nel quale svolge temporaneamente la funzione di tesoriere contabile, viene mandato in Messico da Napoleone III.
Agli ordini del colonnello Pierre Joseph Jeanningros, decide il 29 aprile 1863, di inviare una compagnia per intercettare un convoglio ricco di munizioni destinate al forte di Puebla. I 63 uomini che formano la compagnia, sono comandati da tre ufficiali: il capitano Jean Danjou che assume i comandi e i sotto tenenti Vilain e Clément Maudet. Giunti a Camerone, scorgono, in lontananza, una nuvola di polvere; si tratta della cavalleria messicana, forte di mille uomini, a sua volta alla ricerca del convoglio. Il capitano Danjou non evita lo scontro.
Dopo avere respinto due assalti, i francesi si barricano all'interno di una vicina "hacienda". Il capitano Danjou, dopo aver fatto ripetere ai suoi uomini l'impegno a battersi fino in fondo, cade fra i primi, sotto il fuoco nemico.
Il sotto tenente Vilain assunse quindi il comando della truppa. Il combattimento imperversa, ma verso le due anche lui muore, colpito da un proiettile in piena fronte.
Alla fine del combattimento rimasero in vita soltanto 5 legionari costretti alla resa a condizione di poter conservare le loro armi: "Non si può rifiutare nulla a uomini come voi!" rispose l'ufficiale messicano.
La battaglia di Camerone viene celebrata dalla Legione straniera ogni anno il 30 aprile come simbolo di coraggio e della gloria eterna.
Nel luogo del combattimento nel 1892 venne una stele. Ricorda il sacrificio del capitano Danjou, del sotto tenente Vilain e dei loro uomini. "Qui furono meno di sessanta contro un'armata intera. La sua capienza li schiacciò. La vita più che il coraggio, abbandonò questi soldati francesi a Camerone"
Il sotto tenente Vilain era cavaliere della Legione d'Onore e titolare della medaglia commemorativa della campagna d'Italia nel 1859. Venne nominato sia padrino della classe 1999-2001 della Cornice Brutionne del Prytanée National Militaire, che della classe 2006-2007 del IVº battaglione della scuola militare speciale di Saint Cyrcoetain.